# Кулита Штерп
Николау Штерп (рум. Nicolae Sterp; Хацег, 25. октобар 1992), познат као Кулита Штерп (рум. Culiță Sterp), румунски је поп-фолк певач и репер. Био је ожењен певачицом Кармен де ла Салциуа. Његов брат Јанцу је такође репер и спортиста. Живи  и ради у Букурешту. Учествовао је у румунској верзији програма Сурвајвор.

## Дискографија

### Албуми
- Mama unde esti te strig (2018)[4]

### Синглови
- Se opreste timpul (2017) са Кармен де ла Салциуа
- Fata su parfum de floare (2019)
- Hai sa nune racatim (2019)
- Amor amor (2019)
- Aproape dar departe (2020)
- Ramai acole unde esti (2020)
- Ivanko (2020) са Аном Леско
- Sarutarie tale (2020) са Костијем и Јанцу Штерпом
- Regele naptilor (2021)
- Gigolo (2022)
- Fetele ma vor (2022)
- Vai da ce caldura (2022)
- Din tot ce aduni omule n graba (2022)
- Loca loca (2022)
- Am realizat en toti (2023) са Јадором и Георгијаном Лабонт
- Of viata (2023)
- Fosta mea i ubire (2023)
- Fe doamne o tara a dusmanlior (2023)